# Ponts-et-Marais
Ponts-et-Marais è un comune francese di 847 abitanti situato nel dipartimento della Senna Marittima nella regione della Normandia.

## Società

### Evoluzione demografica
Abitanti censiti